# NIVR
L'Agence néerlandaise des programmes aérospatiaux[réf. nécessaire] (en néerlandais : Nederlands Instituut voor Vliegtuigontwikkeling en Ruimtevaart), en abrégé NIVR, était l'agence gouvernementale chargée du programme spatial des Pays-Bas jusqu'en 2009. Le 1er juillet 2009, les activités du NIVR ont été transférées à une nouvelle structure, le Netherlands Space Office (en) (NSO).